# Flagge der Europäischen Gemeinschaft für Kohle und Stahl
Die Flagge der Europäischen Gemeinschaft für Kohle und Stahl war eine horizontal zweifarbige Flagge mit jeweils einer Anzahl Sternen in jedem Streifen, welche die jeweiligen Mitgliedstaaten der Organisation repräsentierten. Die Europäische Gemeinschaft für Kohle und Stahl verwendete von 1958, sechs Jahre nach ihrer Gründung durch sechs Staaten, bis 2002, als die Organisation in der Europäischen Union aufging, eine eigene Flagge.

## Beschreibung
Die Flagge bestand aus zwei horizontalen Streifen, der obere war in blau gehalten und der untere in schwarz. Blau stand für Stahl und schwarz für Kohle, die beiden Rohstoffe, deren Handel von der Organisation verwaltet wurde. Auf der Flagge befand sich eine Anzahl von goldenen, später weißen Sternen, deren Anzahl den Mitgliedstaaten zum jeweiligen Zeitpunkt entsprach (bis 1986, als die Anzahl der Sterne auf zwölf begrenzt wurde). Diese Sterne waren gleichmäßig zwischen beiden Streifen aufgeteilt, ausgerichtet nah an der Mitte der Flagge (bei einer ungeraden Anzahl von Sternen befand sich der kleinere Teil auf dem oberen Streifen).

## Geschichte
Die Flagge wurde erstmals auf der Expo 58 in Brüssel, sechs Jahre nach der Gründung der Organisation, vorgestellt. Dort wurde die Europaflagge ebenfalls öffentlich gezeigt.
Auf der ersten Flaggenversion befanden sich sechs goldene (gelbe) Sterne. Die Anzahl wurde mit dem Beitritt von weiteren Ländern jeweils angepasst, bis die Gemeinschaft 1986 zwölf Mitglieder umfasste. Danach wurde die Anzahl nicht mehr verändert, auch nicht, als in den 1990er Jahren weitere Staaten der Organisation beitraten. Dies hielt die Flagge im Einklang mit der Europaflagge (die von ihren Schwesterorganisationen verwendet wurde) die zwölf Sterne verwendet, welche für Vollkommenheit und Einheit stehen.
Der Vertrag von Paris sah ein Auslaufen der Organisationsarbeit zum 23. Juli 2002 vor, womit die EGKS zu existieren aufhörte. An diesem Tag wurde die Flagge der EGKS außerhalb der Europäischen Kommission in Brüssel durch den Präsidenten Romano Prodi gestrichen und durch die Flagge der EU ersetzt.
Ein originales Exemplar der Flagge mit zwölf Sternen wird im Europäischen Hochschulinstitut in Florenz aufbewahrt.
| Anzahl Sterne | Design | Durch hinzugefügte Sterne repräsentierte Mitgliedstaaten (bis 1986)                                                                              | Zeitraum                         |
| ------------- | ------ | --- | -------------------------------- |
| Sechs         |        | Die „Inneren Sechs“: Belgien, Frankreich, Westdeutschland, Italien, Luxemburg und die Niederlande                                                | 1958–31. Dezember 1972           |
| Neun          |        | Dänemark, Irland und das Vereinigte Königreich                                                                                                   | 1. Januar 1973–31. Dezember 1980 |
| Zehn          |        | Griechenland | 1. Januar 1981–31. Dezember 1985 |
| Zwölf         |        | Portugal und Spanien (die Anzahl der Sterne wurde anschließend auf zwölf festgelegt; das Prinzip pro Mitglied ein Stern wurde damit aufgegeben). | 1. Januar 1986–23. Juli 2002     |